# Lago della Ninfa
Il lago della Ninfa è un lago originatosi lungo un ampio movimento franoso, oggi mantenuto artificialmente, posto a 1.500 metri di altitudine, alle pendici del monte Cimone, nel comune di Sestola. 
Un tempo chiamato Lago dei Budaloni, prese poi il suo attuale nome dal rifugio costruito in loco nel 1928, il quale faceva riferimento ad un’antica leggenda secondo la quale, nel lago, viveva una bella e malvagia ninfa che attirava cacciatori, pastori e viandanti per poi farli annegare nei gorghi che creava nelle acque.
Il lago oggi è mantenuto artificialmente: per rendere il laghetto più attraente dal punto di vista turistico, è stata asportata la vegetazione palustre del fondo e con essa anche l'esigua coltre limoso-argillosa naturale che impermeabilizzava il fondo: a causa di questo intervento, si è determinato lo svuotamento dello stagno. Per ovviare a quest'irreparabile inconveniente, il fondo del bacino è stato asfaltato e, per mantenere costante il livello "turistico" del lago, lo si alimenta artificialmente mediante uno zampillo.
È circondato da faggete e boschi di conifere, ma un tempo i pendii intorno erano spogli (come testimoniano alcune cartoline d’epoca) ed emergevano solo alcuni faggi secolari che furono quasi tutti tagliati durante la Seconda Guerra Mondiale dai tedeschi che necessitavano di legna durante l’occupazione nel paese di Sestola. Un faggio superstite è ancora possibile ammirarlo vicino a uno dei rifugi adiacenti. 

## Stazione sciistica
Nei pressi del lago è presente una stazione sciistica attrezzata appartenente al comprensorio sciistico del Monte Cimone. È composta da:
- una pista da sci alpino di media difficoltà lunga circa 900 m con relativa seggiovia per la risalita,
- una pista per lo sci di fondo
- una pista per bambini e principianti dotata di marciapiede mobile
- uno snow park per praticare lo snowboard
- un baby park a pagamento con giochi gonfiabili e un tapis roulant che serve per la risalita di un piccolo campo scuola per bambini e di una pista per la discesa con piccoli gommoni.